# Visconde de Vilar de Allen
Visconde de Vilar de Allen é um título nobiliárquico criado por D. Luís I de Portugal, por Decreto de 13 de Janeiro de 1866, em favor de Alfredo Allen.
Titulares
1. Alfredo Allen, 1.º Visconde de Vilar de Allen;
2. Alberto Rebelo Valente Allen, 2.º Visconde de Vilar de Allen.

Após a Implantação da República Portuguesa, e com o fim do sistema nobiliárquico, usaram o título: 
1. Joaquim Aires de Gouveia Allen, 3.º Visconde de Vilar de Allen;
2. Alfredo Ramos Pinto Allen, 4.º Visconde de Vilar de Allen.